# Пармецана Калцана (Бреша)
Пармецана Калцана је насеље у Италији у округу Бреша, региону Ломбардија.
Према процени из 2011. у насељу је живело 3341 становника. Насеље се налази на надморској висини од 272 м.